# マヤ祖語

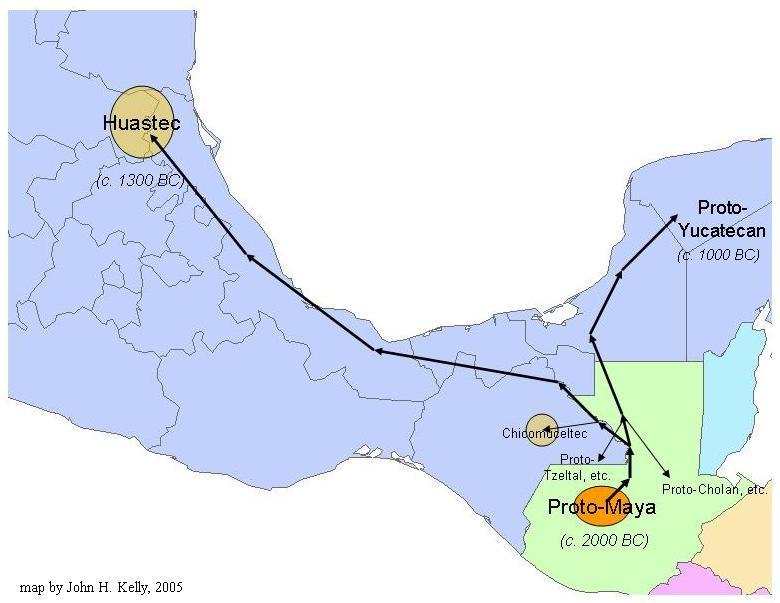
マヤ語族の原郷からの移住の想像図

マヤ祖語（マヤそご）は、マヤ語族に属する諸言語の比較言語学的研究をもとに再構された仮想的な祖語である。

## 概要
スペイン植民地時代からマヤ諸語に系統的関係があることは知られていた。現在一般的に使われているマヤ祖語の語形は、Norman McQuownによる1950年代の研究をもとに、テレンス・カウフマンとライル・キャンベルが改良を加えたものである。
カウフマンによればマヤ語族の原郷は現在のグアテマラのクチュマタネス山脈一帯であり、マヤ祖語はこの地で紀元前2200年ごろに話されていた言語とされる。

## 音声
マヤ祖語には以下の子音が立てられている。現在のマヤ語族の言語と同様、破裂音と破擦音には喉頭化の有無による対立があった（下の表ではひとつの欄に非喉頭化子音と喉頭化子音を左右に並べている）。喉頭化子音は基本的に放出音だが、*bʼは現在の大部分の言語と同様に入破音であったと考えられ、また*qʼも入破音かもしれない。*h ではじまる語根のうち10ほどは前にA型（能格）人称接辞が加えられるとhが脱落し、これをカウフマンは大文字の*Hで区別している。*ty, *tyʼはマヤ語族の各語派の音韻対応を説明されるために立てられた音で、現在の諸言語には残っていない。*r *nh *h についても現在の言語で区別されているものはまれである。
|        | 両唇音 | 歯茎音 | 硬口蓋音 | 軟口蓋音 | 口蓋垂音 | 声門音 |
| ------ | ------ | ------ | -------- | -------- | -------- | ------ |
| 閉鎖音 | p bʼ   | t tʼ   | ty tyʼ   | k kʼ     | q qʼ     | ʼ      |
| 破擦音 |        | tz tzʼ | ch chʼ   |          |          |        |
| 摩擦音 |        | s      | x        |          | j        | h      |
| 鼻音   | m      | n      |          | nh       |          |        |
| 流音   |        | l r    |          |          |          |        |
| 半母音 | w      |        | y        |          |          |        |

母音は*a *e *i *o *uの5母音で、長短の区別をしたと考えられている。
マヤ祖語の形態素は大部分が単音節で、CVC、CVːC, CVʔC, CVC₁C₂（C₁は声門音「ʼ h」または摩擦音「s x j」）, CV₁ʔV₁Cがあった。子音ではじまっていない形態素について、カウフマンは声門破裂音[ʔ]があったものとするが、キャンベルは母音で始まっていたと見なす。なお2音節の語根もあった。

### 各語群での変化
キチェ語群は音声に関して保守的であり、ほかの語群で滅びた*rが残っているほか、口蓋垂音の*q, *qʼも変化していない。キチェ語群では以下の変化が起きている。
- 両唇破裂音が *p, *bʼ の2つであることについてはマヤ祖語と同様だが、ポコマム語とポコムチ語では低地マヤ語の影響でpʼが発生している[7]。
- 硬口蓋音 *ty, *tyʼ は *ch, *chʼ に合流した[11]。
- 声門摩擦音 *h は大部分の言語で口蓋垂摩擦音 *j に合流した。ただしケクチ語ではjとhの区別が残っている。
- 軟口蓋鼻音 *nh は大部分の言語で口蓋垂摩擦音 *j に合流した。ただしケクチ語では h に合流し、またウスパンテコ語では声調に影響を及ぼしている[12]。
- キチェ語の主要な方言では5母音と長短の区別が残っている。しかしカクチケル語では長短の区別が母音のはり・ゆるみの区別に変化し、また母音が融合して多くは6-9母音になっている[13]。いくつかの言語では長いee ooが二重母音化している[14]。

これに対して西のマム語群では後部歯茎音 *ch, *chʼ がそり舌音 tx, txʼ に変化し、また非喉頭化子音で ty→tz, t→ch, r→t の子音推移が起きた。
さらに西のカンホバル語群では以下のように変化している。
- 口蓋垂音 *q, *qʼ はカンホバル語、アカテコ語、ポプティ語ではキチェ語群と同様そのまま残っているが、しばしば q が [χ] と発音されたり、qʼ が [kʼ] または [ʔ] と発音され、消失の過程にある[16]。
- 硬口蓋音 *ty, *tyʼ はキチェ語群と同様に *ch, *chʼ に合流した[11]。
- ポプティ語にはそり舌音がある[17]。
- *r は y に合流している[17]。
- 軟口蓋鼻音 *nh はチュフ語、ポプティ語、モチョ語でnhのまま残っている[18]。他の言語ではnに合流している[12]。
- 母音の長短の区別は大部分の言語で失われた。モチョ語とアカテコ語には長短の区別が残るが、後者はマヤ祖語の長短の区別が残っているわけではなく、二次的に発生したものである[19]。

チョル・ツェルタル語群では、口蓋垂音がなくなり、q qʼ > k kʼ, k kʼ > ch chʼ の子音推移が起きた。たとえばキチェ語のkʼaq「ノミ」にツェルタル語のchʼakが対応する。それ以外では以下のように変化している。
- 喉頭化した無声両唇破裂音 pʼ が存在する。
- 硬口蓋音 *ty, *tyʼ は *t *tʼ に合流した[11]。
- チョル語では t tʼ n がそれぞれ ty tyʼ ñ に変化した[21]。
- *r は y に合流している[17]。
- 軟口蓋鼻音 *nh は n に合流した[12]。
- 母音の長短の区別は失われた。西部のチョル語とチョンタル語では中舌母音äが加わって6母音体系になっている[22]。

ユカテコ語群では、以下のように変化している。チョル・ツェルタル語群と同様の変化が多い。
- チョル・ツェルタル語群と同様に喉頭化した無声両唇破裂音 pʼ が存在する。
- 口蓋垂音 q qʼ は、チョル・ツェルタル語群と同様に k kʼ に変化している。
- モパン語ではさらに歯茎音でも t tʼ dʼ の三項対立が見られる[18]。
- 硬口蓋音 *ty, *tyʼ はチョル・ツェルタル語群と同様に t tʼ に合流したが、前舌母音の前または語末ではさらに ch chʼ に変化している[11]。
- *r は y に合流している[17]。
- 軟口蓋鼻音 *nh はチョル・ツェルタル語群と同様に n に合流した[12]。
- ユカテコ語ではマヤ祖語と同様の5母音と長短の区別を維持しているが、ほかの言語（ラカンドン語、モパン語、イツァ語）では短い中舌母音äが加わっている[22]。またユカテコ語と南部ラカンドン語で声調が発生している。声調はマヤ祖語のCVC₁C₂型の音節がCVːCに変化する過程で発生したものである。

ワステコ語群では他とはかなり異なった子音変化が起きた。ワステコ祖語ではマヤ祖語の *t *tʼ がそり舌音 [ʈ ʈʼ] に変化し、*ty *tyʼ と *tz *tzʼ が合流して [t tʼ] に変化した。さらに *k *kʼ が *ch *chʼ に合流した。これとよく似た体系をチョントラ方言が持っているが、ベラクルス方言とサン・ルイス・ポトシ方言ではそこからさらに変化している。それ以外では以下のような変化がおきている。
- 歯茎摩擦音 *s は th [θ] に変化した[24]。
- *r は y に合流している[17]。
- 軟口蓋鼻音 *nh は環境によって h / w / y のいずれかに変化した[12]。
- 母音はマヤ祖語と同様の5母音と長短の区別を維持している。

これらの音変化のいくつかがチョル・ツェルタル語群と似ていることは、この2つの語群が系統的に近い関係にあると主張する学者のひとつの根拠になっている。

## 文法
マヤ祖語は膠着語であり、語根または語幹に接頭辞、接尾辞、および接中辞を加える必要がある。このうち接中辞は主にCVC型の語根に<h>を加えてCVhCにする場合のみで、現在の諸言語では音韻変化の結果多くの言語では失われているが、チョル・ツェルタル語群とキチェ語群の一部の言語には残存しており、数分類詞を派生させたり、他動詞や位置語の語根から自動詞を派生（受動態または逆使役態）させるために用いられる。
接頭辞 *aj- 「男」または *ix- 「女」を加えて派生名詞を作ることができる。現代のマヤ諸語ではワステコ語を除いて少なくともそのうち1つが生きのこっている。
現代のマヤ諸語の大部分は数詞に数分類詞（助数詞）が加えられる必要があるが、数分類詞のいくつかはマヤ祖語にさかのぼると考えられている。
現在のマヤ諸語と同様、マヤ祖語は能格言語であり、動詞に加えられる人称接辞（または接語）にA型（能格）とB型（絶対格）の区別があった。他動詞の主語(A)はA型、他動詞の目的語(O)と自動詞の主語(S)はB型の人称接辞で標示した。A型の人称接辞は語根が子音で始まる場合と母音で始まる場合で異なる形を持っていた（下の表でスラッシュで区切ってある場合、左が母音の前、右が子音の前）。カウフマンによると、マヤ祖語の人称接辞は以下のようなものであった。
|            | A型          | B型   |
| ---------- | ------------ | ----- |
| 一人称単数 | *inw- / *in- | *iin  |
| 二人称単数 | *aaw- / *a-  | *at   |
| 三人称単数 | *r- / *u-    | *∅    |
| 一人称複数 | *q-          | *oʼnh |
| 二人称複数 | *eer- / *iw- | *ix   |
| 三人称複数 | *k-          | *ebʼ  |

動詞にはまた状態接尾辞があった。状態接尾辞は他動詞・自動詞の区別と独立（直説法）・従属（接続法ないし願望法）の区別の組み合わせによる4種類があった。
逆受動態を持っていた。
所有構文は所有物にA型の人称接辞を加え、必要ならば所有者がその後ろに置かれる。関係名詞があった。
基本的な語順についてはVOS型とVSO型があり、主語が目的語よりも有生性が高いときはVOS語順を取ったとする説がある。同様の語順はワステコ語に見られる。

## 語彙
テレンス・カウフマンとジョン・ジャステソンは『マヤ語語源辞典』(PMED)において3,000を越える語源を再構築している。ただしそのすべてが現在の各マヤ語群に反映しているわけではない。とくにワステコ語群は早く分岐したために、他のマヤ諸語と共通する語彙は300ほどしかない。以下に1から10までの数詞の例をあげる。
|    | マヤ祖語                 | ワステコ語    | ユカテコ語 | チョル語     | カンホバル語 | マム語      | キチェ語      |
| -- | ------------------------ | ------------- | ---------- | ------------ | ------------ | ----------- | ------------- |
| 1  | *juun                    | jun / juun    | hun(=pʼel) | jun=         | jun          | juun        | juun          |
| 2  | *kaʼ-ibʼ                 | txaab / chaab | kaʼ-       | chaʼ-        | kabʼ         | kabʼ-eʼ     | kaʼ-ibʼ, kebʼ |
| 3  | *oox-ibʼ                 | oox           | oox=       | ux=          | ox-ebʼ       | oox-eʼ      | ox-ibʼ        |
| 4  | *kaanh-ibʼ               | txeeʼ         | kan=       | chän=        | kan-ebʼ      | kyaaj-eʼ    | kaj-ibʼ       |
| 5  | *Hoʼ-oobʼ                | boʼ / booʼ    | hoʼ=pʼel   | joʼ=         | how/y-eʼ     | jw-eʼ, oʼ=  | joʼ-oobʼ      |
| 6  | *waqaq-iibʼ              | akak          | wak=pʼel   | wäk=         | waq-ebʼ      | waqaq       | waqaq-ibʼ     |
| 7  | *huuq-uubʼ               | buuk          | uuk=pʼel   | wuk=         | huq-ebʼ      | wuuq        | wuq-ubʼ       |
| 8  | *waqxaq-iibʼ             | waxik         | waxak=pʼel | waxäk=       | waxaq-ebʼ    | wajxaq      | wajxaq-ibʼ    |
| 9  | *bʼeleenh-eebʼ *bʼalunh= | beleew        | bʼolon-    | bʼolon-      | bʼalo/un-ebʼ | bʼel(j)uj   | belej-ebʼ     |
| 10 | *lajuunh-eebʼ            | laajuj        | lajun-     | läjän-, lVn- | laju/o n-ebʼ | lajuj, laaj | lajuuj        |